# Rolpa (dystrykt)

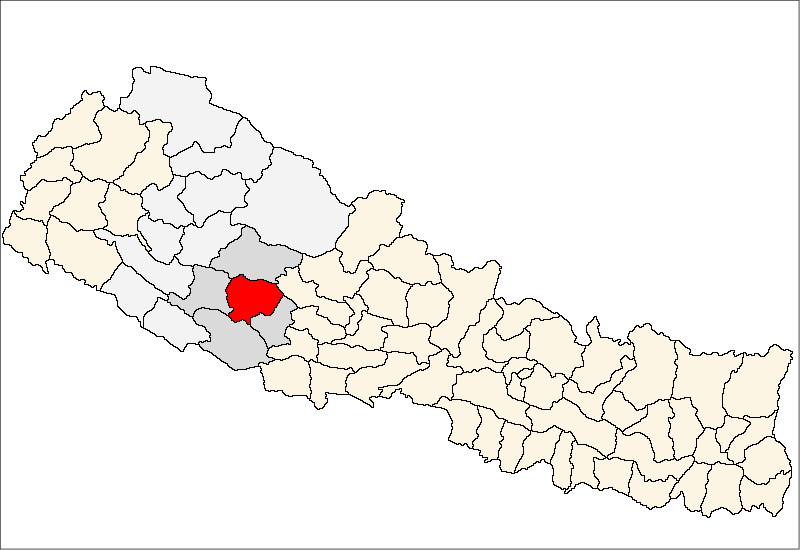
Dystrykt Rolpa

Dystrykt Rolpa (nep. रोल्पा) – jeden z siedemdziesięciu pięciu dystryktów Nepalu. Leży w strefie Rapti. Dystrykt ten zajmuje powierzchnię 1879 km², w 2001 r. zamieszkiwało go 210 004 ludzi. Stolicą jest Liwang.